# Ueckermannseius aequidens
Ueckermannseius aequidens är en spindeldjursart som först beskrevs av Blommers 1974.  Ueckermannseius aequidens ingår i släktet Ueckermannseius och familjen Phytoseiidae. Inga underarter finns listade i Catalogue of Life.